# Rally Dakar 2004
Il Rally Dakar 2004 è stata la 26ª edizione del Rally Dakar (partenza da Clermont-Ferrand, arrivo a Dakar).

## Tappe
Nelle 18 giornate del rally raid furono disputate 17 tappe ed una serie di trasferimenti (9.506,5 km), con 17 prove speciali per un totale di 4.635,5 km.

## Classifiche

### Moto
Hanno finito la gara 65 delle 195 moto iscritte.
| Pos. | Pilota                  | Mezzo  |
| ---- | ----------------------- | ------ |
| 1    | Nani Roma               | KTM    |
| 2    | Richard Sainct          | KTM    |
| 3    | Cyril Despres           | KTM    |
| 4    | Alfie Cox               | KTM    |
| 5    | Pål Anders Ullevålseter | KTM    |
| 6    | Fabrizio Meoni          | KTM    |
| 7    | David Frétigné          | Yamaha |
| 8    | Carlo de Gavardo        | KTM    |
| 9    | François Flick          | KTM    |
| 10   | Marek Czachor           | KTM    |

### Auto
Hanno finito la gara 60 delle 142 auto iscritte.
| Pos. | Pilota               | Co-pilota          | Mezzo                   |
| ---- | -------------------- | ------------------ | ----------------------- |
| 1    | Stéphane Peterhansel | Jean-Paul Cottret  | Mitsubishi Pajero       |
| 2    | Hiroshi Masuoka      | Gilles Picard      | Mitsubishi Pajero       |
| 3    | Jean-Louis Schlesser | Jean-Marie Lurquin | Schlesser-Ford          |
| 4    | Luc Alphand          | Henri Magne        | BMW X5                  |
| 5    | Andrea Mayer         | Andreas Schulz     | Mitsubishi Pajero       |
| 6    | Bruno Saby           | Matthew Stevenson  | Volkswagen Race Touareg |
| 7    | Giniel de Villiers   | François Jordaan   | Nissan Navara           |
| 8    | Grégoire de Mevius   | Alain Guehennec    | BMW X5                  |
| 9    | Thierry Magnaldi     | Didier Legal       | Honda Buggy             |
| 10   | Nasser Al-Attiyah    | Bartholome Marc    | Mitsubishi V60          |

### Camion
Hanno terminato la corsa 38 dei 63 camion iscritti.
| Pos. | Equipaggio                               | Mezzo                |
| ---- | ---------------------------------------- | -------------------- |
| 1    | Vladimir Čagin / Yakoubov / Savostine    | Kamaz-Master         |
| 2    | Firdaus Kabirov / Belyaev / Kamalov      | Kamaz-Master         |
| 3    | Jan de Rooy / Colsoul / Slaats           | De Rooy DAF          |
| 4    | Ilgizar Mardeev / Girya / Kupriyanov     | Kamaz-Master         |
| 5    | Yoshimasa Sugawara / Suzuki / Sugawara   | Hino Sugawara        |
| 6    | André de Azevedo / Tomecek / Martinec    | Petrobras-Lubrax     |
| 7    | Karel Loprais / Kalina / Gilar           | Loprais Tatra        |
| 8    | Hans Bekx / Flipsen / Blom Hans          | Bekx Team Sport      |
| 9    | Hans Stacey / Van Genugten / Chevaillier | MAN Tridec           |
| 10   | Peter Reif / Pichlbauer / Leidl          | Gauloises KTM France |